# Plats
Plats település Franciaországban, Ardèche megyében. Lakosainak száma 836 fő (2022. január 1.). Plats Colombier-le-Jeune, Glun, Mauves, Saint-Barthélemy-le-Plain, Saint-Romain-de-Lerps, Saint-Sylvestre és Tournon-sur-Rhône községekkel határos.

## Népesség
A település népességének változása:
| Lakosok száma | 350  | 381  | 443  | 708  | 820  | 843  | 854  | 847  | 843  | 836  |
|               | 1968 | 1982 | 1990 | 2006 | 2013 | 2015 | 2017 | 2019 | 2020 | 2022 |